# José de Jesús Corona
José de Jesús Corona (Guadalajara, 26 januari 1981) is een Mexicaans doelman in het betaald voetbal. Hij verruilde Tecos in juli 2009 voor Cruz Azul. Corona debuteerde in 2005 in het Mexicaans voetbalelftal .

## Clubcarrière
Corona begon zijn professionele voetbalcarrière in zijn geboorteplaats bij de club Atlas. Na bijna vijftig wedstrijden te hebben gespeeld in de periode 2002 tot 2004, maakte hij een overstap naar Tecos. Hier bleef hij vijf jaar lang. Tussendoor werd hij in 2005 voor een korte periode verhuurd aan Guadalajara, waar hij slechts vijf competitiewedstrijden speelde. Na 168 wedstrijden bij Tecos tekende Corona op 16 juni 2009 een contract bij Cruz Azul. In datzelfde jaar hielp hij Cruz Azul aan een tweede plaats in de Primera División de México, met twee punten achterstand op Monterrey.

## Interlandcarrière
In 1997 speelde Corona zijn eerste internationale wedstrijd in het Mexicaans elftal onder 17. In de periode van 2004 tot 2012 speelde hij vijftien interlands in het elftal onder 23. Op 27 april 2005 debuteerde hij in het A-elftal in een vriendschappelijke interland tegen Polen (1–1). Hij behoorde tot de selectie van Mexico op het wereldkampioenschap voetbal 2006, maar speelde geen wedstrijd. In 2007 nam de toenmalige bondscoach Hugo Sánchez hem als derde doelman op in de selectie voor de CONCACAF Gold Cup.
Corona zou in 2011 deelnemen aan de CONCACAF Gold Cup, maar werd uiteindelijk buiten de selectie gehouden door de toenmalige bondscoach José Manuel de la Torre nadat hij deelnam aan een gevecht tijdens de wedstrijd van Corona's club Cruz Azul en Monarcas Morelia. Ook mocht hij niet meedoen aan de CONMEBOL Copa América; Jonathan Orozco was zijn vervanger. In 2012 was hij de aanvoerder van het olympisch Mexicaans voetbalelftal. In de finale werd Brazilië met 1–2 verslagen, wat Corona een gouden medaille opleverde.
| Interlands van José de Jesús Corona voor Mexico | Interlands van José de Jesús Corona voor Mexico | Interlands van José de Jesús Corona voor Mexico | Interlands van José de Jesús Corona voor Mexico | Interlands van José de Jesús Corona voor Mexico | Interlands van José de Jesús Corona voor Mexico | Interlands van José de Jesús Corona voor Mexico |
| №                                               | Datum                                           | Wedstrijd                                       | Uitslag                                         | Soort wedstrijd                                 | Doelpunten                                      |                                                 |
| Als speler bij Club Deportivo Guadalajara       | Als speler bij Club Deportivo Guadalajara       | Als speler bij Club Deportivo Guadalajara       | Als speler bij Club Deportivo Guadalajara       | Als speler bij Club Deportivo Guadalajara       | Als speler bij Club Deportivo Guadalajara       | Als speler bij Club Deportivo Guadalajara       |
| ----------------------------------------------- | ----------------------------------------------- | ----------------------------------------------- | ----------------------------------------------- | ----------------------------------------------- | ----------------------------------------------- | ----------------------------------------------- |
| 1.                                              | 27 april 2005                                   | Mexico – Polen                                  | 1 – 1                                           | Vriendschappelijk                               | 0                                               |                                                 |
| 2.                                              | 8 juli 2005                                     | Mexico – Zuid-Afrika                            | 1 – 2                                           | CONCACAF Gold Cup                               | 0                                               |                                                 |
| 3.                                              | 8 oktober 2005                                  | Mexico – Guatemala                              | 5 – 2                                           | Kwalificatie WK 2006                            | 0                                               |                                                 |
| 4.                                              | 12 oktober 2005                                 | Trinidad en Tobago – Mexico                     | 1 – 2                                           | Kwalificatie WK 2006                            | 0                                               |                                                 |
| 5.                                              | 14 december 2005                                | Mexico – Hongarije                              | 2 – 0                                           | Vriendschappelijk                               | 0                                               |                                                 |
| Als speler bij Tecos UAG                        |                                                 |                                                 |                                                 |                                                 |                                                 |                                                 |
| 6.                                              | 25 januari 2006                                 | Mexico – Noorwegen                              | 2 – 1                                           | Vriendschappelijk                               | 0                                               |                                                 |
| 7.                                              | 2 juni 2007                                     | Mexico – Iran                                   | 4 – 0                                           | Vriendschappelijk                               | 0                                               |                                                 |
| Als speler bij Cruz Azul                        |                                                 |                                                 |                                                 |                                                 |                                                 |                                                 |
| 8.                                              | 28 juni 2009                                    | Mexico – Guatemala                              | 0 – 0                                           | Vriendschappelijk                               | 0                                               |                                                 |
| 9.                                              | 30 september 2009                               | Mexico – Colombia                               | 1 – 2                                           | Vriendschappelijk                               | 0                                               |                                                 |
| 10.                                             | 11 augustus 2010                                | Mexico – Spanje                                 | 1 – 1                                           | Vriendschappelijk                               | 0                                               |                                                 |
| 11.                                             | 12 oktober 2010                                 | Mexico – Venezuela                              | 2 – 2                                           | Vriendschappelijk                               | 0                                               |                                                 |
| 12.                                             | 11 februari 2011                                | Mexico – Bosnië en Herzegovina                  | 2 – 0                                           | Vriendschappelijk                               | 0                                               |                                                 |
| 13.                                             | 25 januari 2012                                 | Mexico – Venezuela                              | 3 – 1                                           | Vriendschappelijk                               | 0                                               |                                                 |
| 14.                                             | 27 mei 2012                                     | Wales – Mexico                                  | 0 – 2                                           | Vriendschappelijk                               | 0                                               |                                                 |
| 15.                                             | 3 juni 2012                                     | Brazilië – Mexico                               | 0 – 2                                           | Vriendschappelijk                               | 0                                               |                                                 |
| 16.                                             | 8 juni 2012                                     | Mexico – Guyana                                 | 3 – 1                                           | Kwalificatie WK 2014                            | 0                                               |                                                 |
| 17.                                             | 12 juni 2012                                    | El Salvador – Mexico                            | 1 – 2                                           | Kwalificatie WK 2014                            | 0                                               |                                                 |
| 18.                                             | 7 september 2012                                | Costa Rica – Mexico                             | 0 – 2                                           | Kwalificatie WK 2014                            | 0                                               |                                                 |
| 19.                                             | 11 september 2012                               | Mexico – Costa Rica                             | 1 – 0                                           | Kwalificatie WK 2014                            | 0                                               |                                                 |
| 20.                                             | 30 januari 2013                                 | Mexico – Denemarken                             | 1 – 1                                           | Vriendschappelijk                               | 0                                               |                                                 |
| 21.                                             | 6 februari 2013                                 | Mexico – Jamaica                                | 0 – 0                                           | Vriendschappelijk                               | 0                                               |                                                 |
| 22.                                             | 17 april 2013                                   | Peru – Mexico                                   | 0 – 0                                           | Vriendschappelijk                               | 0                                               |                                                 |
| 23.                                             | 31 mei 2013                                     | Mexico – Nigeria                                | 2 – 2                                           | Vriendschappelijk                               | 0                                               |                                                 |
| 24.                                             | 4 juni 2013                                     | Jamaica – Mexico                                | 0 – 1                                           | Kwalificatie WK 2014                            | 0                                               |                                                 |
| 25.                                             | 7 juni 2013                                     | Panama – Mexico                                 | 0 – 0                                           | Kwalificatie WK 2014                            | 0                                               |                                                 |
| 26.                                             | 11 juni 2013                                    | Mexico – Costa Rica                             | 0 – 0                                           | Kwalificatie WK 2014                            | 0                                               |                                                 |
| 27.                                             | 16 juni 2013                                    | Mexico – Italië                                 | 1 – 2                                           | Confederations Cup                              | 0                                               |                                                 |
| 28.                                             | 19 juni 2013                                    | Brazilië – Mexico                               | 2 – 0                                           | Confederations Cup                              | 0                                               |                                                 |
| 29.                                             | 14 augustus 2013                                | Mexico – Ivoorkust                              | 4 – 1                                           | Vriendschappelijk                               | 0                                               |                                                 |
| 30.                                             | 6 september 2013                                | Mexico – Honduras                               | 1 – 2                                           | Kwalificatie WK 2014                            | 0                                               |                                                 |
| 31.                                             | 28 mei 2014                                     | Mexico – Israël                                 | 3 – 0                                           | Vriendschappelijk                               | 0                                               |                                                 |
| 32.                                             | 7 juni 2014                                     | Mexico – Portugal                               | 0 – 1                                           | Vriendschappelijk                               | 0                                               |                                                 |
| 33.                                             | 28 maart 2015                                   | Mexico – Ecuador                                | 1 – 0                                           | Vriendschappelijk                               | 0                                               |                                                 |
| 34.                                             | 30 mei 2015                                     | Mexico – Guatemala                              | 3 – 0                                           | Vriendschappelijk                               | 0                                               |                                                 |
| 35.                                             | 7 juni 2015                                     | Brazilië – Mexico                               | 2 – 0                                           | Vriendschappelijk                               | 0                                               |                                                 |
| 36.                                             | 12 juni 2015                                    | Mexico – Bolivia                                | 0 – 0                                           | Copa América                                    | 0                                               |                                                 |
| 37.                                             | 15 juni 2015                                    | Chili – Mexico                                  | 3 – 3                                           | Copa América                                    | 0                                               |                                                 |
| 38.                                             | 19 juni 2015                                    | Mexico – Ecuador                                | 1 – 2                                           | Copa América                                    | 0                                               |                                                 |
| 39.                                             | 10 februari 2016                                | Mexico – Senegal                                | 2 – 0                                           | Vriendschappelijk                               | 0                                               |                                                 |
| 40.                                             | 29 maart 2016                                   | Mexico – Canada                                 | 2 – 0                                           | Kwalificatie WK 2018                            | 0                                               |                                                 |

Bijgewerkt op 24 april 2016.

## Erelijst
| Competitie                | Aantal    | Jaren                        |           |           |
| Cruz Azul                 | Cruz Azul | Cruz Azul                    | Cruz Azul | Cruz Azul |
| ------------------------- | --------- | ---------------------------- | --------- | --------- |
| Liga MX                   | 1x        | Guardianes 2021              |           |           |
| Copa MX                   | 2x        | Clausura 2013, Apertura 2018 |           |           |
| Campeón de Campeones      | 1x        | 2021                         |           |           |
| Supercopa MX              | 1x        | 2019                         |           |           |
| Leagues Cup               | 1x        | 2019                         |           |           |
| CONCACAF Champions League | 1x        | 2013/14                      |           |           |
| Mexico onder 23           |           |                              |           |           |
| Pan-Amerikaanse Spelen    | 1x        | 2011                         |           |           |
| Olympische Zomerspelen    | 1x        | 2012                         |           |           |
| Mexico                    |           |                              |           |           |
| CONCACAF Gold Cup         | 1x        | 2009                         |           |           |